# 传奇 (歌曲)
《传奇》是中国歌手李健的一首原创歌曲作品。收录于其个人专辑《似水流年》中。李健曾透露，他是在2002年的冬天写下这首歌的。当时他正住在北京一个寒冷的四合院里，创作灵感则来源于茨威格的小说《一个陌生女子的来信》。歌手王菲于2010年中国中央电视台春节联欢晚会演唱了此歌曲，之後正式發行了自己的單曲版本。

## 王菲版
在2010年的虎年春节联欢晚会上，王菲选中这首歌作为宣告自己正式复出的曲目，彼时距离王菲宣布无限期退休以长达五年之久，距离王菲上一次登上春晚舞台则已过去了十二年。
当记者询问王菲为何会选择《传奇》这首歌时，惜字如金的王菲简洁答道：“好听呗”，并对李健评价道：“李健是我近期非常欣赏的艺人……总觉得他的音乐里面有一种温暖的东西……希望他的音乐能获得更多人的喜欢”。
对于王菲的表演，央视春晚导演煞费苦心。最初的提案是王菲演唱自己的经典歌曲《人间》配合吊威亚出场，但王菲不愿靠吊威亚吸引眼球，于是坚持决定采用李健的老歌。
翻唱之前，王菲曾发短信征求李健的同意，李健认为王菲是个很尊重人的人，并回应道：“你我都是老朋友，你喜欢唱我哪首歌，随便挑，我没什么意见啊”。
春晚节目组的工作人员透露，王菲唯一的要求是表演完后立刻回家与家人共度除夕，故将她的节目安排在第五个出场。

### 影响
王菲翻唱《传奇》迅速火遍大江南北，并提高了原唱歌手李健的知名度。这首歌后来也被迈克学摇滚改成英文版，名为fairy tale。

### 奖项记录
| 年份   | 颁奖礼           | 奖项               | 结果 |
| 2010年 | CCTV-MTV音乐盛典 | 年度最受欢迎金曲   | 獲獎 |
| 2010年 | 华语金曲奖       | 十大华语金曲       | 獲獎 |
| 2010年 | 音乐盛典咪咕汇   | 年度最畅销传唱金曲 | 獲獎 |
| 2016年 | 音乐盛典咪咕汇   | 十年十大金曲       | 獲獎 |